# サイモン・マーロウ
サイモン・マーロウ（Simon Marlow）は英国のプログラマー、著述家、Glasgow Haskell Compiler(GHC)の共同開発者である。
2011年に、サイモン・ペイトン・ジョーンズとともに、GHCに対するSIGPLAN Programming Languages Software Award を受賞した。「Parallel and Concurrent Programming in Haskell」が2013年8月に出版されている。
以前、マーロウはマイクロソフトリサーチに務めていたが、2013年3月からフェイスブック社に勤務している。Haskellの第一人者として知られる彼は、フェイスブック社のオープンソースHaxlプロジェクト、リモートデータへのアクセスを簡素化するHaskellライブラリを支えるチームの一員である。